# Edward Tyburski
Edward Tyburski (ur. 18 października 1960 w Grębowie) – polski piłkarz, trener.

## Kariera
Wychowanek Siarki Tarnobrzeg. Wraz z zespołem juniorskim w 1979 zdobył srebrny medal mistrzostw Polski juniorów. W dekadzie lat 80. grał w Stali Mielec. Potem powrócił do Siarki i w sezonach II ligi 1991/1992 oraz 1994/1995 awansował z zespołem do I ligi. W barwach tarnobrzeskiego zespołu występował w trzech sezonach w najwyższej klasie rozgrywkowej (1992/1993, 1993/1994, 1995/1996) – jedynych w historii klubu i dokonał tego jako jedyny zawodnik. 23 kwietnia 1994 w spotkaniu Siarki ze Stalą Stalowa Wola był strzelcem zwycięskiego gola (1:0, był to historycznie jeden z dwóch meczów derbowych obu drużyn na I-ligowym poziomie; w pierwszym padł remis 0:0). Łącznie na poziomie I ligi (ekstraklasy) rozegrał ponad 200 spotkań. Prócz obowiązków w defensywie egzekwował rzuty karne i wolne. 
Karierę kontynuował po przekroczeniu 50. roku życia w drużynach niższych lig.